# ウルトラマンカンパニー
『ウルトラマンカンパニー こちらウルカン特捜(騒)隊で～す!』（「捜(騒)」は捜を×で消されて、フキダシ調で騒と表記）は、1996年3月9日に松竹系で公開された劇場アニメ映画。同時上映『ウルトラマンゼアス』『甦れ!ウルトラマン』とともに『ウルトラマン ワンダフルワールド』として公開された。

## キャスト
- ウルトラくん：難波圭一 - 主人公。ウルトラマンカンパニーの会社員。モチーフは初代ウルトラマン。
- セブン社長：屋良有作 - ウルトラマンカンパニーの社長。モチーフはウルトラセブン。
- バルタくん：龍田直樹 - ドジな性格で、分身技が得意なウルトラマンカンパニーの会社員。モチーフはバルタン星人。
- ガボちゃん：山本圭子 - おばさん的な性格で、ウルトラマンカンパニーの会社員。モチーフはガボラ。
- メトロちゃん：富沢美智恵 - 化粧が好きな性格の会社員。モチーフはメトロン星人。
- ダダコ：鉄炮塚葉子 - 機械いじりが得意な会社員。モチーフはダダ。
- レッキンくん：松尾銀三 - やさしい性格で、力持ちの会社員。モチーフはレッドキング。
- ザーラ姫：小山茉美 - 伝説の姫で、恐ろしい魔力を放つが、最後は本来の性格に戻り、ウルトラくんたちに協力する。モチーフはザラブ星人。
- ヤンゴ博士：大塚周夫 - 世界征服をもくろむ悪者でギャンの兄。協力をしていた弟まで攻撃して弟を敵に回した。最終的には怪獣化するも、モヤモヤ像の力を跳ね返されて醜く膨れ上がり、爆発して宇宙の塵となり死亡する。モチーフはギャンゴ。
- ギャン親分：飯塚昭三 - ヤンゴの弟。兄と協力してカンパニーを攻撃したが最後は卑怯な兄を裏切り、カンパニー及びザーラ姫と協力してヤンゴを倒した。モチーフはヤンゴと同じくギャンゴ。
- アナウンス：永衣志帆
- 子分：田中一成、土門仁、岸野幸正 - ギャンの子分で、オリジナルキャラクター。
- 美女1：小野綾子 - モチーフはチブル星人。
- 美女2：米本千珠 - 美女1と同じ。
- ゴド族頭：郷里大輔 - ウルトラマンカンパニーに道案内をする巻物をくれた住民。モチーフはゴドラ星人。
- 支配人：塩屋浩三 - ガヤガヤデパートの支配人。モヤモヤ像の捜索をウルトラマンカンパニーに依頼する。モチーフはバリケーン。

## スタッフ
- 製作：円谷一夫
- 監督：日下部光雄
- 脚本：右田昌万
- 音楽：奥慶一
- 主題歌「夢まで走ろう」
  - 作詞：小原深紅 / 作曲：西野空 / 編曲：磯谷健 / 歌：椎名へきる

## 映像ソフト化
- VHSとLDはソニー・ピクチャーズから発売。

## 補足
- 1997年にバンダイから同名の食玩が発売された。これは本作とは無関係で、ウルトラシリーズのキャラクターや戦闘機をモチーフとしたソフビ人形が入ったものである[1]。